# Hank Green

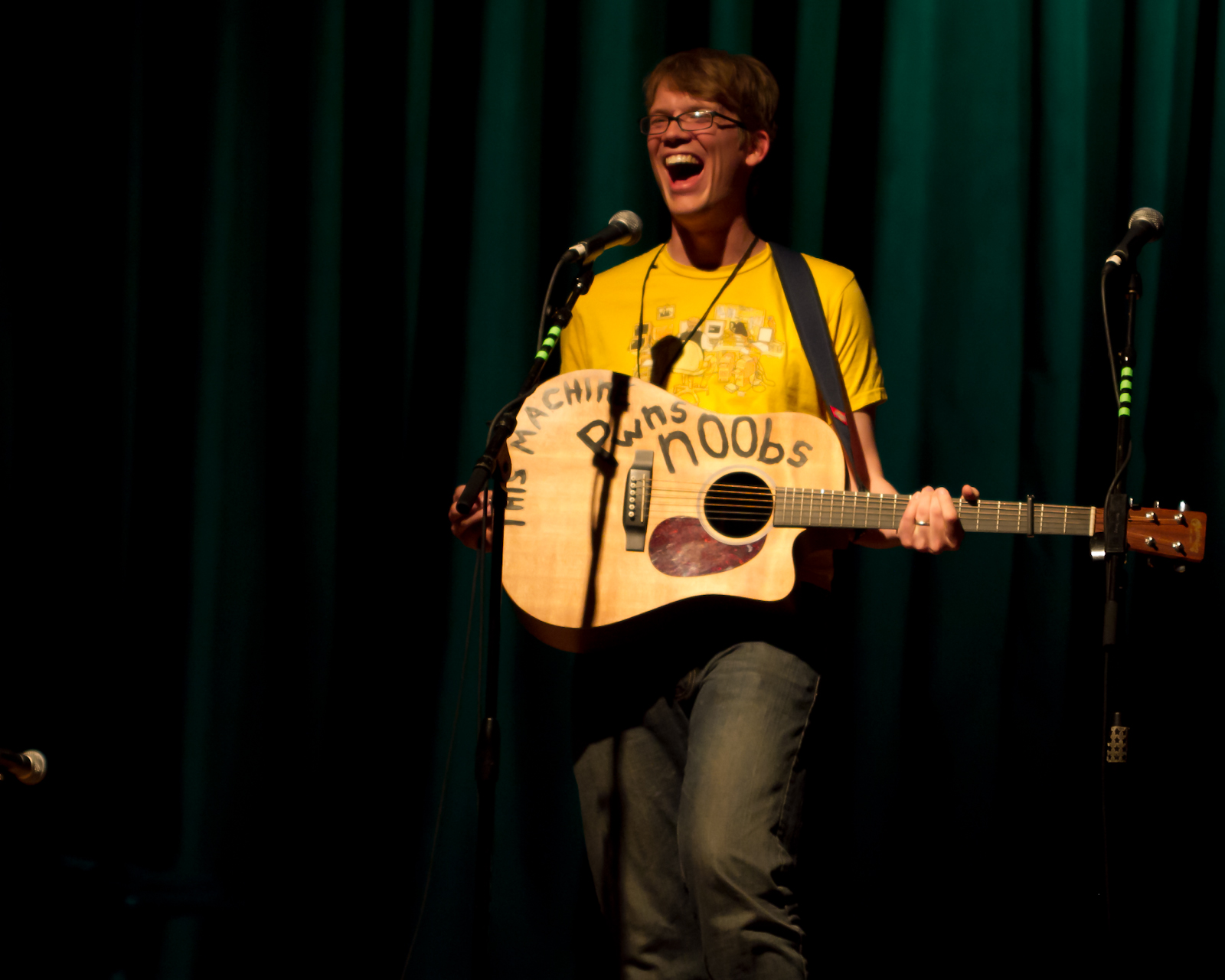
Hank se apresentando em 2010.

William Henry "Hank" Green II (5 de maio de 1980) é um empresário, músico, educador, escritor, produtor e vlogueiro americano. Ele é mais conhecido por seu trabalho no YouTube com o canal Vlogbrothers junto com seu irmão, John Green, além de criar conteúdo educacional na mesma plataforma com os canais Crash Course e SciShow.
Green é também co-criador da VidCon, a maior conferência online de vídeos do mundo, com seu irmão John, e criou a NerdCon: uma conferência centrada em conto de histórias. Ele ainda é co-criador da websérie The Lizzie Bennet Diaries (2012–2013), que é uma adaptação de Orgulho e Preconceito no estilo de vídeo blogs. Ele também é fundador do blog de tecnologia ambiental chamado EcoGeek e o Internet Creators Guild, e co-fundou a companhia de mercadoria DFTBA Records, uma plataforma de financiamento colaborativo — através do Patreon em 2015 — da companhia DFTBA Games e a empresa de produção de videos online Pemberley Digital, que produz adaptações de vídeo blogs de romances clássicos em domínio público.
Como músico já lançou quatro álbuns de estúdio (So Jokes, This Machine Pwns n00bs, Ellen Hardcastle e Incongruent).
Hank lançou, em setembro de 2018, seu primeiro romance, intitulado An Absolutely Remarkable Thing, no qual ele trabalhou desde 2012. O livro foi lançado nos Estados Unidos pela editora Dutton Penguin, a mesma que publica os livros do seu irmão John, e foi bem recebido pela crítica. Em julho de 2020, ele lançou sua segunda obra, A Beautifully Foolish Endeavor.